# 黄顶夜鹭
黄顶夜鹭（学名：Nyctanassa violacea），又名黃冠夜鷺或美洲夜鷺，為鷺科美洲夜鷺屬的一種鳥類，大致分布於北緯49度至南緯33度間的美洲沿海與島嶼地區，是美洲可見的兩種「夜鷺」（Hight heron，黃頂夜鷺和夜鷺）之一。

## 特徵
黄顶夜鹭的名字來自於其頭上黃色的飾羽，此外，在眼的下方也有一條很粗的頰線（在眼睛下方的線），頭為黑色，腳為橘黃色。

## 分布
黄顶夜鹭還有一個英文名：American Night Heron，意思是「美洲的夜鷺」，事實上，黄顶夜鹭屬的兩個種確實都只分布於美洲，當中如美國東部沿海、南美洲北部、加拉巴哥群島、整個中美洲以及西印度群島都可看到牠們的蹤影。